# Morgantown (Pensilvania)
Morgantown es un lugar designado por el censo ubicado en el condado de Berks en el estado estadounidense de Pensilvania. En el Censo de 2010 tenía una población de 826 habitantes y una densidad poblacional de 546,01 personas por km².

## Geografía
Morgantown se encuentra ubicado en las coordenadas 40°9′12″N 75°53′31″O / 40.15333, -75.89194. Según la Oficina del Censo de los Estados Unidos, Morgantown tiene una superficie total de 2.43 km², de la cual 2.43 km² corresponden a tierra firme y (0%) 0 km² es agua.

## Demografía
Según el censo de 2010, había 826 personas residiendo en Morgantown. La densidad de población era de 546,01 hab./km². De los 826 habitantes, Morgantown estaba compuesto por el 94.43% blancos, el 0.24% eran afroamericanos, el 0.12% eran amerindios, el 2.3% eran asiáticos, el 0% eran isleños del Pacífico, el 1.45% eran de otras razas y el 1.45% pertenecían a dos o más razas. Del total de la población el 2.54% eran hispanos o latinos de cualquier raza.